# Andrea Artusi
Andrea Artusi (Venezia, 31 luglio 1964) è un disegnatore italiano, di fumetti.

## Biografia
Professionista, disegnatore e insegnante ha debuttato sulle pagine della narrativa per ragazzi pubblicata dall'editoria cattolica. Negli anni 80 ha collaborato con lo Studio Metropolis di Luigi Bona a Milano pubblicando illustrazioni e fumetti per case editrici come Mondadori, Rizzoli e Universo. Ha lavorato nell'ambiente della moda, della pubblicità e delle produzioni televisive specializzandosi nel settore della Computer Grafica vincendo due edizioni del premio Film Selezione nel 1990 e nel 1991.
Nel 1993 esordisce come disegnatore per la Sergio Bonelli Editore sulle pagine della testata "Legs Weaver" di cui disegna l'albo "Miraggi" scritto da Michele Medda, per poi passare a "Nathan Never" di cui realizza il n°43 "Il ritorno di Raven" con alle chine Francesco Rizzato su sceneggiatura di Antonio Serra, il n° 89 "Vite passate" scritto da Stefano Vietti, l'almanacco della fantascienza del 1995 e una delle storie del primo numero di "Agenzia Alfa" . È su questa testata che sperimenta, tra i primi in Italia, l'editing digitale e l'introduzione della retinatura elettronica. Nello stesso periodo dà vita, assieme ad altri soci, alla casa editrice indipendente Musa Edizioni promotrice della manifestazione "Mestre a Strisce". Con Davide Perconti pubblica per il Messaggero dei Ragazzi la serie umoristica "Il Rapper Mascherato". Ha tenuto lezioni sul linguaggio del fumetto per l'Università Ca' Foscari di Venezia e la Cattolica di Milano.
La sua collaborazione con la Sergio Bonelli Editore continua sulle pagine della testata "Gregory Hunter" di cui disegna gli ultimi due numeri "Futura" e "L'ultima sentinella". Dal 2001 al 2004 ricopre il ruolo di direttore creativo del Dipartimento Comics & Illustration di Fabrica, il centro ricerche sulla comunicazione del Benetton Group. Con questo gruppo di lavoro dà vita al progetto "Ricarica Digitale" per la compagnia telefonica BLU, una CD-Card ricaricabile che contiene al suo interno "Alias" uno dei primi E-Comics italiani. La tecnologia messa a punto per questa iniziativa in seguito viene utilizzata per aprire il canale fumetto del portale internet di Telecom Italia "Rosso Alice" per il quale cura la realizzazione dei fumetti digitali di "Diabolik" e "Nathan Never". Sempre nell'ambito del progetto Telecom crea con Mirco Zilio e Davide Perconti "I Segreti di Lory", un fumetto erotico digitale destinato anche alla diffusione in lingua francese. Questa iniziativa editoriale ha ricevuto nel 2005 la menzione speciale della giuria della manifestazione "PalinsestoItalia" sulle produzioni editoriali multipiattaforma.
Ha ricoperto il ruolo di direttore creativo del dipartimento "Art and Communication" dell'Industria del Design di Alberto del Biondi e continua a oggi la sua collaborazione con il Gruppo Benetton. Dal 2006 ha dato vita con un gruppo di professionisti del mondo dell'immagine all'associazione culturale "Accademia delle Arti Grafiche" che ha come obiettivo il riconoscimento culturale, sociale, la promozione e la divulgazione della comunicazione grafico visiva e nel quale svolge il ruolo di responsabile delle attività formative.